# 墨西哥—摩納哥關係
墨西哥-摩纳哥关系是指墨西哥合众国和摩纳哥公国之间的外交关系。这两个国家都是联合国的成员国。

## 历史
墨西哥和摩纳哥于1881年建立外交关系。格里马尔迪家族是一个墨西哥贵族家庭的后裔，皮埃尔·德·波利尼亚克的母亲具有墨西哥血统。1968年10月，摩纳哥的兰尼埃亲王和格蕾丝·凯利王妃前往墨西哥城参加1968年夏季奥运会的开幕式，他们还参观了尤卡坦州的玛雅遗址。
1993年，墨西哥让驻巴黎总领事负责摩纳哥事务。2001年，两国将两国关系提升为大使级，墨西哥派遣了驻摩纳哥大使，驻地在法国。2002年11月，摩纳哥亲王阿尔贝特访问墨西哥，出席在墨西哥城举行的国际奥委会会议。这不是阿尔贝特亲王第一次访问墨西哥，他在1999年的一部电影中客串过，而这部电影的一部分是在墨西哥拍摄的。由于各种原因，阿尔伯特亲王多次前往墨西哥，包括2011年访问墨西哥，目的是实施有利于环境和保护海洋的行动。
墨西哥和摩纳哥开展了密切的教育合作，促进墨西哥青年访问，接受烹饪、接待和旅游领域的培训。蒂尔夸基金会由荣誉领事雷蒙德·蒂尔夸和埃米利奥·冈萨雷斯·德·卡斯蒂利亚设立，旨在每年在摩纳哥向24岁以下的墨西哥青年提供15个奖学金名额，让他们继续在美食、酒店和旅游业接受专业培训。目前有100多名墨西哥年轻人从这个项目中受益。

## 高层访问

### 摩纳哥对墨西哥的高层访问
- 兰尼埃三世亲王（1968年）
- 格蕾丝·凯利王妃（1968年）
- 阿尔贝二世亲王（2002年、2007年、2011年和2017年）

## 贸易
2018年，墨西哥和摩纳哥之间的贸易总额为170万美元。墨西哥对摩纳哥的主要出口包括：章鱼、气缸、瓶子和罐子以及玉米淀粉。摩纳哥向墨西哥出口的主要产品包括：柴油喷射泵配件、医学以及美容化妆的准备工作。有七家摩纳哥公司在墨西哥运营。摩纳哥的跨国公司吉罗迪在墨西哥城经营着一家牛肉酒吧。墨西哥跨国公司西麦斯在摩纳哥开展业务。

## 外交使团
- 墨西哥驻法国巴黎大使馆被授予其驻摩纳哥大使资格，并在摩纳哥设有荣誉领事馆。[10]
- 摩纳哥在墨西哥城设有荣誉领事馆。[11]